# Dorothee Schneider
Dorothee Schneider (Maguncia, 17 de febrero de 1969) es una jinete alemana que compite en la modalidad de doma.
Participó en tres Juegos Olímpicos de Verano, obteniendo tres medallas en la prueba por equipos, plata en Londres 2012 (junto con Kristina Sprehe y Helen Langehanenberg), oro en Río de Janeiro 2016 (con Sönke Rothenberger, Kristina Bröring-Sprehe e Isabell Werth) y oro en Tokio 2020 (con Isabell Werth y Jessica von Bredow-Werndl).
Ganó una medalla de oro en el Campeonato Mundial de Doma de 2018 y cinco medallas en el Campeonato Europeo de Doma entre los años 2017 y 2021.

## Palmarés internacional
| Juegos Olímpicos   | Juegos Olímpicos        | Juegos Olímpicos | Juegos Olímpicos      |
| Año                | Lugar                   | Medalla          | Categoría             |
| ------------------ | ----------------------- | ---------------- | --------------------- |
| 2012               | Londres (Reino Unido)   | Medalla de plata | Por equipos           |
| 2016               | Río de Janeiro (Brasil) | Medalla de oro   | Por equipos           |
| 2020               | Tokio (Japón)           | Medalla de oro   | Por equipos           |
| Campeonato Mundial |                         |                  |                       |
| Año                | Lugar                   | Medalla          | Categoría             |
| 2018               | Tryon (Estados Unidos)  | Medalla de oro   | Por equipos           |
| Campeonato Europeo |                         |                  |                       |
| Año                | Lugar                   | Medalla          | Categoría             |
| 2017               | Gotemburgo (Suecia)     | Medalla de oro   | Por equipos           |
| 2019               | Róterdam (Países Bajos) | Medalla de oro   | Por equipos           |
| 2019               | Róterdam (Países Bajos) | Medalla de plata | Individual (especial) |
| 2019               | Róterdam (Países Bajos) | Medalla de plata | Individual (libre)    |
| 2021               | Hagen (Alemania)        | Medalla de oro   | Por equipos           |